# Reduto do Morro de São Diogo
O Reduto do Morro de São Diogo foi uma fortificação projetada para o alto do morro de São Diogo, na cidade e estado do Rio de Janeiro, no Brasil.
Tinha como função cobrir o então chamado Saco de São Diogo, uma extensa área de manguezal que até meados do século XIX se estendia da foz do rio Comprido (na baía de Guanabara) até à atual praça Onze, cuja retificação está na origem do atual canal do Mangue (avenidas Presidente Vargas e Francisco Bicalho).

## História
O alto do morro de São Diogo foi ocupado e fortificado pelo corsário francês René Duguay-Trouin quando da invasão de setembro de 1711, juntamente com o alto do morro da Conceição e a ilha das Cobras. Uma fonte francesa coeva ratifica que o alto do morro de São Diogo recebeu fortificação de campanha, tendo sido artilhado com dez peças.
Para guarnecer essa posição existe um projeto de autoria do Engenheiro Brigadeiro Jacques Funck ("Plan des Fortifications proposées sur la hauteur de S. Diogo (Rio de Janeiro)", 1768-1769. Arquivo Histórico Ultramarino, Lisboa).
Um outro projeto, anônimo, atribuído a José Custódio de Sá e Faria ("Plano da Cidade do Rio de Janeiro Capital do Estado do Brazil", 1769. Mapoteca do Itamaraty, Rio de Janeiro) também prevê um Reduto para o morro de São Diogo, em "B. Reductos destacados para ocupar os Padrastos mais próximos da cidade (…)".
Estes projetos não chegaram a ser executados.
No morro de São Diogo, deste tempos coloniais existiu uma pedreira, de onde foi extraído granito até à década de 1960. Devido a essa atividade e aos aterros promovidos na região entre o último quartel do século XIX e o início do século XX, do primitivo morro chegou até aos nossos dias apenas um vestígio, nas proximidades da Estação Leopoldina.